# На смерть воробья Лесбии
«На смерть воробья Лесбии» — условное название стихотворения римского поэта Гая Валерия Катулла, включённого в состав посмертного сборника («Книги Катулла Веронского») под номером 3. Автор пишет о смерти воробья, принадлежавшего его возлюбленной (по всеобщему мнению — Лесбии). Характерные черты стихотворения — пародирование ритуального плача, обилие словесных повторов и выражений, взятых из поговорок. Ему подражали Овидий и Стаций, написавшие эпитафии домашним попугаям, Джон Скелтон (стихотворение «Phyllyp Sparowe» на смерть воробья Джейн Скроуп, 1505), Антон Дельвиг («На смерть собачки Амики», 1821), Александр Востоков («На смерть воробья») и многие другие.
Парным к этому стихотворению является предыдущее, «К воробью Лесбии», откуда взята одна из строк. Из-за этих стихов в европейской живописи второй половины XIX века Лесбию изображали в компании воробьёв. В честь Лесбии назвали семейство колибри — колибри-шлейфоносцы (латинское название — Lesbia).
С первых дней после повторного открытия стихов Катулла некоторые ученые, одним из которых был  ренессансный поэт Анджело Полициано, предположили, что воробей в данных двух стихотворениях выступает в качестве фаллического символа (особенно если sinu в строке 2 переводится как «колени», а не «грудь»): «в этих фривольных стихотворениях Катулл, пародируя торжественные гимны в честь богов, под именем „воробьишки“ изображает одну из частей собственного тела. Однако эффект двойной интерпретации нередко вводил читателей в заблуждение, и эти стихи воспринимались только как обращение к реальной птице». Некоторые исследователи полагают, что, учитывая обилие фривольностей и двусмысленностей в поэзии Катулла, эта версия имеет право на существование, но другие комментаторы (В. Кролль, Р. Эллис и др.) считают её абсурдной и не подлежащей обсуждению. Тем не менее, возможность этого эвфемизма продолжает активно обсуждаться: см. Catullus_3#Latin:_passer.